# Miliboo

Miliboo est une enseigne de distribution, d'ameublement et de décoration française créée en 2007 par Guillaume Lachenal à Chavanod, près d'Annecy. La société, cotée en bourse, est présente en France, en Italie, Espagne et Allemagne. En 2022, son chiffre d'affaires est de 39 millions d'euros.

## Historique
En 2007 est créé Miliboo à Chavanod, en Haute Savoie. Effectuant uniquement ses ventes en ligne initialement, l'enseigne ouvre en 2014 son premier magasin, à Paris. En 2022, l'entreprise compte 3 boutiques physiques et 67 employés.

### Introduction en Bourse
Le 15 décembre 2015, Miliboo fait son entrée en bourse à Euronext Growth avec l'ambition de lever 8 millions d'euros.

### Effet Covid-19
Avec la fermeture des boutiques pendant le confinement, le chiffre d'affaires 2020-2021 de Miliboo dépasse les 40 millions d'euros, en hausse de 30% sur un an, pour la première fois depuis sa création l'entreprise dégage un résultat d'exploitation positif. La valeur de l'action est multipliée par 8 entre mars 2020 et juillet 2021.
L'entreprise a recours à des prêts garantis par l'État à hauteur de 4,4 millions d'euros.

### Partenariat avec M6
En 2019, Miliboo signe un partenariat de trois ans avec le groupe télévisuel M6. Au terme de celui-ci, M6 Interactions entre au capital de la société savoyarde à hauteur de 21,4%, convertissant des obligations pour une valeur de 3,75 millions d'euros. En contrepartie, le groupe de média avait mis à disposition de Miliboo des espaces publicitaires sur ses supports et antennes.